# Міни (дворянський рід)
Міни (дворянський рід)
Міни (пол. Miny) - український та польський дворянський рід, герб якого внесений до гербовник Малоросійського дворянства . Нащадки роду Одровонж (пол. Odrowąż).

## Опис герба
У червоному полі Срібна стріла, роздвоєна внизу закругленими кінцями. Нашоломник: Павиний хвіст, подібної ж пронизаний стрілою (герб Одровонж). Герб цей В Х столітті перенесений з Моравії.